# Tony Hewson
Anthony „Tony“ Hewson (* 26. Januar 1934 in Sheffield; † 31. Oktober 2020 in Shropshire) war ein britischer Radrennfahrer.

## Sportliche Laufbahn
Mit 13 Jahren begann er mit dem Radsport. Hewson wurde Mitglied im Sheffield Central Cycling Club, in dem auch sein Bruder aktiv war.
Hewson gewann als Amateur mit der Tour of Britain und der Tour of Scotland die beiden bedeutendsten Etappenrennen in Großbritannien. 1951 wurde er Straßenmeister der Junioren. 1954 siegte Hewson in der Viking Trophy auf der Isle of Man, im Falcon Grand Prix und holte einen Etappensieg in der Tour of Britain (9. Platz in der Gesamtwertung). 1955 gewann er das Eintagesrennen Dover–London. 1956 siegte er erneut im Falcon Grand Prix.
Hewson bestritt 1956 die Internationale Friedensfahrt und schied im Rennen aus. 1957 wurde er Unabhängiger. Er zog nach Frankreich, um dort und in den Nachbarländern Profirennen zu fahren. 1960 wurde er Berufsfahrer im Radsportteam Liberia-Grammont.
1959 wurde er für die Tour de France nominiert. Er startete gemeinsam mit seinen Landsleuten Brian Robinson, John Andrews und Victor Sutton in einem internationalen Team. Nachdem er auf der 7. Etappe auf Weisung seines Sportlichen Leiter auf seinen abgefallenen Teamkollegen Bent Ole Retvig aus Dänemark warten musste, schieden beide nach Überschreitung der Karenzzeit aus. In der Tour de l’Aude wurde er Vierter. Mit 26 Jahren beendete er seine sportliche Laufbahn.

## Berufliches
Nachdem er sich vom Radsport zurückgezogen hatte, studierte Hewson Englisch an der University of Leeds und machte 1966 seinen Abschluss. Er schrieb ein Buch über seine Karriere als Radrennfahrer („In Pursuit of Stardom“, Mousehold Press) und verfasste einige Kurzgeschichten.